# Soffritto

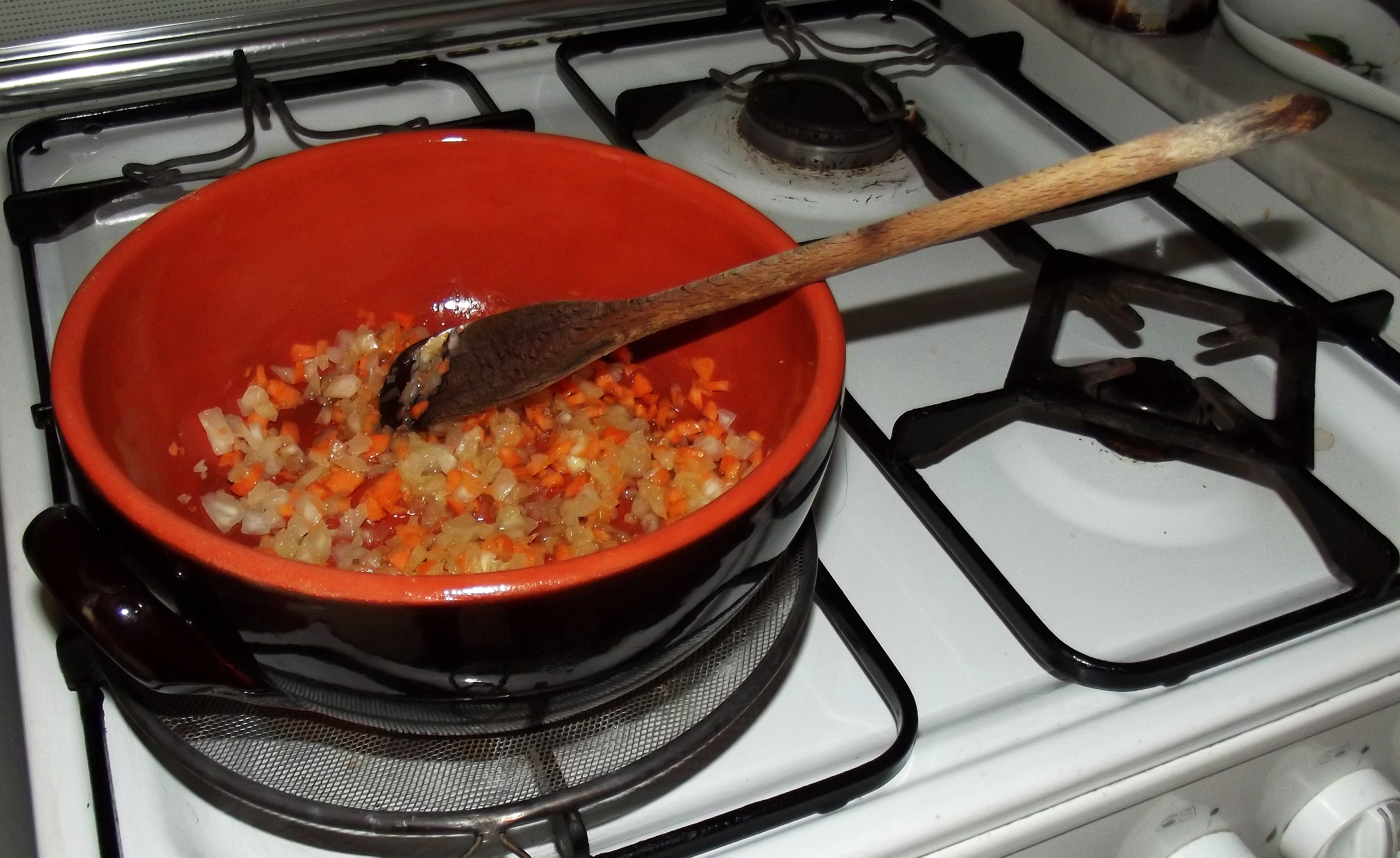
Hausgemachtes Soffritto

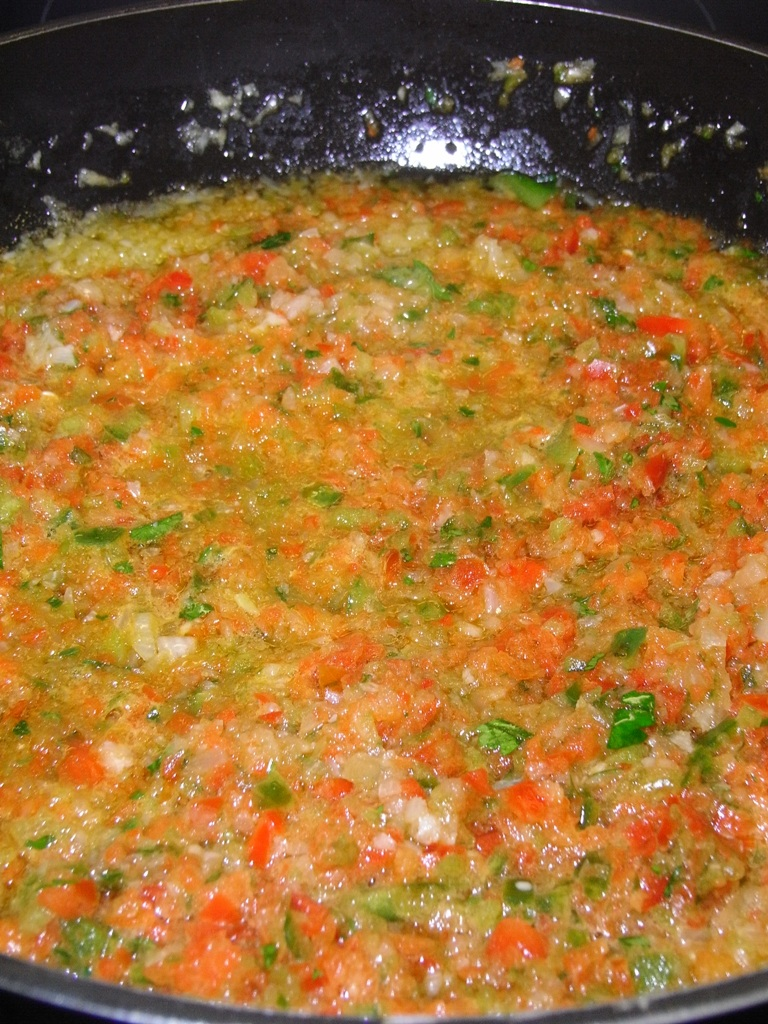
Hausgemachtes Soffritto

In der italienischen Küche verwendet man den Soffritto (Partizip Perfekt von italienisch soffriggere ‚anbraten, sautieren‘) als Basis für Pastasaucen, Ragù, geschmorte Gemüsebeilagen, Fleischgerichte in Form von Schmorbraten oder als Brotbelag für Bruschetta.
Ein Soffritto basiert gewöhnlich auf Olivenöl, in dem fein gewürfelte Zwiebeln, Staudensellerie und Wurzelgemüse wie Karotten und Petersilienwurzeln erhitzt und verkocht werden. Abgesehen vom Olivenöl ähnelt der Soffritto in der Zusammensetzung dem Mirepoix in der französischen Küche oder dem Suppengrün in der deutschen Küche. Fenchel, Petersilie und Knoblauch können als weitere typische Bestandteile hinzukommen. In der spanischen, portugiesischen und lateinamerikanischen Küche, spanisch als Sofrito oder portugiesisch als Refogado bezeichnet, enthält die Mischung der Gemüsewürfel einen größeren Anteil an Knoblauch sowie zusätzlich Tomaten und Paprika und weist deshalb eine etwas andere Geschmacksrichtung auf. Die Verwendung entspricht der italienischen Küche.
Allen Sofrito- bzw. Soffritto-Zubereitungen ist gemeinsam, dass die Mischung aus kleingeschnittenem Gemüse in wenig Fett angeröstet oder angebraten wird. Zum einen besitzen die Gemüsestücke durch das feine Würfeln eine im Verhältnis zur Gesamtmenge große Oberfläche, an der sich aufgrund der Maillard-Reaktion viele Röstaromen bilden können, die eine kräftige, herzhaft-würzige geschmackliche Grundlage für mit Sofrito- bzw. Soffrito zubereitete Gerichte bilden, zum anderen werden die kleinen Gemüsewürfel durch die Hitzeeinwirkung schnell weichgekocht, lösen sich teilweise auf und verbinden sich zu einem Ganzen.
Als älteste Erwähnung gilt eine Beschreibung im katalanischen Llibre de Sent Soví von 1324 (damals noch ohne Tomaten und auf Katalanisch als Sofregit bezeichnet). Aus der iberischen Küche gelangte das Sofrito durch die Kolonisierung nach Südamerika, wo es bis heute als Grundlage herzhafter Gerichte eine tragende Rolle spielt.